# Александар Носковић
Александар Носковић (12. децембар 1988, Суботица, СФРЈ) је српски фудбалер, који тренутно игра за ФК Братство 1946 из Пригревице у Српској лиги група Војводина. Пореклом је из села Нови Жедник, надомак Суботице. Познато је и да је његов отац био својевремено фудбалер, када је измећу осталог наступао и за РФК Нови Сад.